# Pakistanische Cricket-Nationalmannschaft in Sri Lanka in der Saison 2012
Die Tour der pakistanischen Cricket-Nationalmannschaft nach Sri Lanka in der Saison 2012 fand vom 1. Juni bis zum 12. Juli 2012 statt. Die internationale Cricket-Tour war Teil der internationalen Cricket-Saison 2012 und umfasste zwei Twenty20s, fünf ODIs und drei Test Matches. Sri Lanka gewann die Testserie 1-0 und die ODI-Serie 3-1, während die Twenty20-Serie 1-1 ausging.

## Vorgeschichte
Die letzte Tour der beiden Mannschaften wurde im Jahr zuvor in den Vereinigten Arabischen Emiraten ausgetragen und klar von Pakistan dominiert. Da dies der Beginn einer Saison war, an dessen Ende der ICC World Twenty20 2012 stattfand, war die Twenty20 Serie der beiden Mannschaften als Vorbereitung darauf zu sehen. Infolgedessen setzte Pakistan mit Mohammad Hafeez einen neuen Kapitän ein, nachdem der bisherige Misbah-ul-Haq zurückgetreten war.

## Stadien
Die folgenden Stadien wurden für die Tour als Austragungsort vorgesehen und am 29. April 2012 bekanntgegeben.
| Stadion    | Stadt                                              | Kapazität | Spiele               |
| ---------- | -------------------------------------------------- | --------- | -------------------- |
| Colombo    | R. Premadasa Stadium (RPS)                         | 35.000    | 3. – 5. ODI          |
| Colombo    | Sinhalese Sports Club Ground (SSC)                 | 10.000    | 2. Test              |
| Galle      | Galle International Stadium                        | 35.000    | 1. Test              |
| Hambantota | Mahinda Rajapaksa International Stadium            | 35.000    | 1. & 2. T20          |
| Kandy      | Muttiah Muralitharan International Cricket Stadium | 35.000    | 3. Test; 1. & 2. ODI |

## Kaderlisten
Pakistan benannte seine Kader am 10. Mai 2012. Sri Lanka verkündete seinen vorläufigen Kader am 14. Mai 2012, die Limited-Over-Kader am 24. Mai und den Testkader am 19. Juni 2012.
| Test | Test | ODI | ODI | Twenty20 | Twenty20 |
| Sri Lanka | Pakistan | Sri Lanka | Pakistan | Sri Lanka | Pakistan |
| --- | --- | --- | --- | --- | --- |
| - Mahela Jayawarden (K) - Dinesh Chandimal - Tillakaratne Dilshan - Dilhara Fernando - Rangana Herath - Prasanna Jayawardene (wk) - Nuwan Kulasekara - Angelo Mathews - Jeevan Mendis - Tharanga Paranavitana - Thisara Perera - Nuwan Pradeep - Suraj Randiv - Thilan Samaraweera - Kumar Sangakkara - Chanaka Welegedara | - Misbah-ul-Haq (K) - Abdur Rehman - Adnan Akmal (wk) - Afaq Raheem - Aizaz Cheema - Asad Shafiq - Azhar Ali - Faisal Iqbal - Junaid Khan - Mohammad Ayub - Mohammad Hafeez - Mohammad Sami - Saeed Ajmal - Taufeeq Umar - Umar Gul - Younis Khan | - Mahela Jayawardene (K) - Dinesh Chandimal - Tillakaratne Dilshan - Dilhara Fernando - Rangana Herath - Nuwan Kulasekara - Lasith Malinga - Angelo Mathews - Jeevan Mendis - Thisara Perera - Nuwan Pradeep - Kumar Sangakkara (wk) - Sachithra Senanayake - Upul Tharanga - Lahiru Thirimanne | - Misbah-ul-Haq (K) - Abdur Rehman - Aizaz Cheema - Asad Shafiq - Azhar Ali - Imran Farhat - Mohammad Hafeez - Mohammad Sami - Rahat Ali - Saeed Ajmal - Sarfaraz Ahmed (wk) - Shahid Afridi - Sohail Tanvir - Umar Akmal - Umar Gul - Younis Khan | - Mahela Jayawardene (K) - Dinesh Chandimal - Tillakaratne Dilshan - Chamara Kapugedera - Nuwan Kulasekara - Kaushal Lokuarachchi - Lasith Malinga - Angelo Mathews - Thisara Perera - Kumar Sangakkara (wk) - Sachithra Senanayake - Upul Tharanga - Lahiru Thirimanne - Isuru Udana | - Mohammad Hafeez (K) - Ahmed Shehzad - Hammad Azam - Haris Sohail - Khalid Latif - Mohammad Sami - Raza Hasan - Saeed Ajmal - Shahid Afridi - Shakeel Ansae (wk) - Shoaib Malik - Sohail Tanvir - Umar Akmal - Umar Gul - Yasir Arafat |

## Twenty20 Internationals

### Erstes Twenty20 in Hambantota
| 1. Juni Scorecard | Hambantota | Sri Lanka 132-7 (20)          | – | Pakistan 95 (17.4) |
|                   |            | Sri Lanka gewinnt mit 37 Runs |   |                    |

### Zweites Twenty20 in Hambantota
| 3. Juni Scorecard | Hambantota | Pakistan 122-6 (20)          | – | Sri Lanka 99 (19.2) |
|                   |            | Pakistan gewinnt mit 23 Runs |   |                     |

## One-Day Internationals

### Erstes ODI in Kandy
| 7. Juni Scorecard | Kandy | Sri Lanka 135-8 (42/42)                     | – | Pakistan 135-4 (34.1/42) |
|                   |       | Pakistan gewinnt mit 6 Wickets (D/L method) |   |                          |

### Zweites ODI in Kandy
| 9. Juni Scorecard | Kandy | Sri Lanka 280-4 (50)          | – | Pakistan 204 (46.2) |
|                   |       | Sri Lanka gewinnt mit 76 Runs |   |                     |

### Drittes ODI in Colombo (RPS)
| 13. Juni Scorecard | Colombo (RPS) | Pakistan 12-2 (6.2) | – | Sri Lanka |
|                    |               | No Result           |   |           |

### Viertes ODI in Colombo (RPS)
| 16. Juni Scorecard | Colombo (RPS) | Sri Lanka 243-8 (50)          | – | Pakistan 199 (45) |
|                    |               | Sri Lanka gewinnt mit 44 Runs |   |                   |

### Fünftes ODI in Colombo (RPS)
| 18. Juni Scorecard | Colombo (RPS) | Pakistan 247-7 (50)             | – | Sri Lanka 248-8 (49.4) |
|                    |               | Sri Lanka gewinnt mit 2 Wickets |   |                        |

Da Pakistan eine zu langsame Spielweise in diesem Spiel aufwies, wurden die Spieler mit einer Geldstrafe belegt und der Kapitän Misbah-ul-Haq mit einer Sperre für den ersten Test.

## Tests

### Erster Test in Galle
| 22. – 26. Juni Scorecard | Galle | Sri Lanka 472 (153.2) & 137-5d (41) | – | Pakistan 100 (54.3) & 300 (114) |
|                          |       | Sri Lanka gewinnt mit 209 Runs      |   |                                 |

### Zweiter Test in Colombo (SSC)
| 30. Juni – 4. Juli Scorecard | Colombo (SSC) | Pakistan 551-6d (147) & 100-2d (18) | – | Sri Lanka 391 (124.4) & 86-2 (22) |
|                              |               | Remis                               |   |                                   |

### Dritter Test in Kandy
| 8. – 12. Juli Scorecard | Kandy | Pakistan 226 (72.5) & 380-8d (104) | – | Sri Lanka 337 (100.2) & 195-4 (62) |
|                         |       | Remis                              |   |                                    |

## Statistiken
Die folgenden Cricketstatistiken wurden bei dieser Tour erzielt.
| Tests                | Tests      | Tests   | Tests   | Tests   | Tests   | Tests   | Tests   | Tests   |
| Batting              | Batting    | Batting | Batting | Batting | Batting | Batting | Batting | Batting |
| Spieler              | Mannschaft | Spiele  | Innings | Runs    | Average | HS      | 100s    | 50s     |
| -------------------- | ---------- | ------- | ------- | ------- | ------- | ------- | ------- | ------- |
| Kumar Sangakkara     | Sri Lanka  | 3       | 6       | 490     | 163,33  | 199*    | 2       | 1       |
| Mohammad Hafeez      | Pakistan   | 3       | 6       | 315     | 52,50   | 196     | 1       | 1       |
| Tillakaratne Dilshan | Sri Lanka  | 2       | 4       | 306     | 76,50   | 121     | 2       | 1       |
| Azhar Ali            | Pakistan   | 3       | 5       | 300     | 60,00   | 157     | 2       | 0       |
| Asad Shafiq          | Pakistan   | 3       | 5       | 257     | 64,25   | 100*    | 1       | 2       |
| Bowling              |            |         |         |         |         |         |         |         |
| Spieler              | Mannschaft | Spiele  | Overs   | Wickets | Average | BBI     | 5W      | 10W     |
| Rangana Herath       | Sri Lanka  | 3       | 171.3   | 15      | 28,33   | 4/99    | 0       | 0       |
| Saeed Ajmal          | Pakistan   | 3       | 155     | 15      | 29,93   | 5/146   | 1       | 0       |
| Junaid Khan          | Pakistan   | 3       | 101.2   | 14      | 21,78   | 5/70    | 2       | 0       |
| Suraj Randiv         | Sri Lanka  | 2       | 74.3    | 10      | 25,80   | 4/13    | 0       | 0       |
| Nuwan Kulasekara     | Sri Lanka  | 3       | 112     | 8       | 36,37   | 3/48    | 0       | 0       |

| ODIs                 | ODIs       | ODIs    | ODIs    | ODIs    | ODIs    | ODIs    | ODIs    | ODIs    |
| Batting              | Batting    | Batting | Batting | Batting | Batting | Batting | Batting | Batting |
| Spieler              | Mannschaft | Spiele  | Innings | Runs    | Average | HS      | 100s    | 50s     |
| -------------------- | ---------- | ------- | ------- | ------- | ------- | ------- | ------- | ------- |
| Azhar Ali            | Pakistan   | 5       | 5       | 217     | 54,25   | 96      | 0       | 2       |
| Kumar Sangakkara     | Sri Lanka  | 5       | 4       | 164     | 41,00   | 97      | 0       | 1       |
| Tillakaratne Dilshan | Sri Lanka  | 5       | 4       | 158     | 52,66   | 119*    | 1       | 0       |
| Misbah-ul-Haq        | Pakistan   | 5       | 5       | 146     | 36,50   | 57      | 0       | 1       |
| Dinesh Chandimal     | Sri Lanka  | 5       | 4       | 104     | 26,00   | 54      | 0       | 1       |
| Bowling              |            |         |         |         |         |         |         |         |
| Spieler              | Mannschaft | Spiele  | Overs   | Wickets | Average | BBI     | 5W      | 10W     |
| Thisara Perera       | Sri Lanka  | 5       | 34.1    | 11      | 15,54   | 6/44    | 1       | 0       |
| Nuwan Kulasekara     | Sri Lanka  | 5       | 39.2    | 7       | 22,00   | 2/33    | 0       | 0       |
| Lasith Malinga       | Sri Lanka  | 5       | 35      | 7       | 22,14   | 2/30    | 0       | 0       |
| Mohammad Hafeez      | Pakistan   | 5       | 38      | 6       | 19,50   | 2/20    | 0       | 0       |
| Sohail Tanvir        | Pakistan   | 5       | 37      | 6       | 27,66   | 3/42    | 0       | 0       |

| Twenty20s         | Twenty20s  | Twenty20s | Twenty20s | Twenty20s | Twenty20s | Twenty20s | Twenty20s | Twenty20s |
| Batting           | Batting    | Batting   | Batting   | Batting   | Batting   | Batting   | Batting   | Batting   |
| Spieler           | Mannschaft | Spiele    | Innings   | Runs      | Average   | HS        | 100s      | 50s       |
| ----------------- | ---------- | --------- | --------- | --------- | --------- | --------- | --------- | --------- |
| Shahid Afridi     | Pakistan   | 2         | 2         | 53        | 53,00     | 52*       | 0         | 1         |
| Lahiru Thirimanne | Sri Lanka  | 2         | 2         | 48        | 24,00     | 30        | 0         | 0         |
| Ahmed Shehzad     | Pakistan   | 2         | 2         | 42        | 21,00     | 36        | 0         | 0         |
| Shoaib Malik      | Pakistan   | 2         | 2         | 36        | 18,00     | 27        | 0         | 0         |
| Thisara Perera    | Sri Lanka  | 2         | 2         | 32        | 32,00     | 32*       | 0         | 0         |
| Bowling           |            |           |           |           |           |           |           |           |
| Spieler           | Mannschaft | Spiele    | Overs     | Wickets   | Average   | BBI       | 5W        | 10W       |
| Nuwan Kulasekara  | Sri Lanka  | 2         | 7         | 4         | 6,50      | 2/13      | 0         | 0         |
| Sohail Tanvir     | Pakistan   | 2         | 8         | 4         | 6,75      | 3/12      | 0         | 0         |
| Mohammad Sami     | Pakistan   | 2         | 5         | 4         | 9,50      | 3/16      | 0         | 0         |
| Yasir Arafat      | Pakistan   | 1         | 3.2       | 3         | 6,00      | 3/18      | 0         | 0         |
| Saeed Ajmal       | Pakistan   | 2         | 8         | 3         | 13,33     | 2/20      | 0         | 0         |

## Player of the Series
Als Player of the Series wurden die folgenden Spieler ausgezeichnet.
| Serie | Player of the Series |
| ----- | -------------------- |
| Test  | Kumar Sangakkara     |
| ODI   | Thisara Perera       |
| T20   | Sohail Tanvir        |

### Player of the Match
Als Player of the Match wurden die folgenden Spieler ausgezeichnet.
| Spiel   | Player of the Match |
| ------- | ------------------- |
| 1. T20  | Thisara Perera      |
| 2. T20  | Shahid Afridi       |
| 1. ODI  | Umar Gul            |
| 2. ODI  | Thisara Perera      |
| 4. ODI  | Thisara Perera      |
| 5. ODI  | Angelo Mathews      |
| 1. Test | Kumar Sangakkara    |
| 2. Test | Junaid Khan         |
| 3. Test | Asad Shafiq         |